# Balm (Toponym)
Das Wort Balm bezeichnet in der Schweiz, im Elsass, Allgäu, Oberbayern und Tirol einen Felsüberhang, der Schutz und Obdach bietet.
Das Wort, das aus dem Keltischen bzw. Gallischen stammt, ist oder war in den galloromanischen Mundarten weit verbreitet und bedeutet dort Höhle, Felswand, Mine, Schacht, geschützte Stelle unter überhangendem Felsen. Erstmals bezeugt findet es sich im 8. Jahrhundert für Höhlen, die von Einsiedlern bewohnt waren.
Balm kommt häufig als Örtlichkeitsname vor, beispielsweise im Kanton Solothurn Balm bei Günsberg mit der Ruine Balm und dem Balmberg sowie Balm bei Messen, in Südbaden die Burg Balm und in den Berner Alpen das Balmhorn. Der Familienname Balmer (Schreibvariante: Ballmer) ist ein Herkunfts- oder Wohnstättenname, bezeichnete als ursprünglich Personen, die von einer Örtlichkeit namens Balm stammten.
Dem deutschen Balm entspricht im französischen Sprachraum Baume (z. B. Baume-les-Dames).